# المكسيك في دورة الألعاب البارالمبية الصيفية 2024
شاركت المكسيك في دورة الألعاب البارالمبية الصيفية لعام 2024، التي أُقيمت في باريس، فرنسا، خلال الفترة من 28 آب إلى 8 أيلول 2024. ويُعدّ هذا الظهور الرابع عشر للمكسيك في تاريخ مشاركاتها في الألعاب البارالمبية الصيفية.

## الحائزون على الميداليات
| الميدالية | الاسم                 | الرياضة     | الحدث                          | التاريخ |
| --------- | --------------------- | ----------- | ------------------------------ | ------- |
| ذهبية     | غلوريا زارزا          | ألعاب القوى | رمي الكرة الحديدية – F54 سيدات | 2 أيلول |
| ذهبية     | أرنولفو كاستورينا     | السباحة     | 50 متر سباحة صدر – SB2 رجال    | 4 أيلول |
| ذهبية     | خوان بابلو سيرفانتس   | ألعاب القوى | 100 متر – T54 رجال             | 4 أيلول |
| فضية      | هايدي أسيفيس          | السباحة     | 100 متر سباحة ظهر – S2 سيدات   | 29 آب   |
| فضية      | هايدي أسيفيس          | السباحة     | 50 متر سباحة ظهر – S2 سيدات    | 31 آب   |
| فضية      | لويس ماريو ناهيرا     | التايكواندو | وزن -80 كغ – رجال              | 31 آب   |
| فضية      | خيلدا كوتا            | ألعاب القوى | رمي الكرة الحديدية – F33 سيدات | 5 أيلول |
| فضية      | إدغار فوينتيس         | ألعاب القوى | رمي الرمح – F54 رجال           | 6 أيلول |
| فضية      | آنخل دي خيسوس كاماتشو | السباحة     | 50 متر سباحة ظهر – S4 رجال     | 7 أيلول |
| برونزية   | روزا ماريا غيريرو     | ألعاب القوى | رمي القرص – F55 سيدات          | 30 آب   |
| برونزية   | آنخل دي خيسوس كاماتشو | السباحة     | 100 متر سباحة حرة – S4 رجال    | 30 آب   |
| برونزية   | خوان دييغو غارسيا     | التايكواندو | وزن -70 كغ – رجال              | 30 آب   |
| برونزية   | أوزيريس ماتشادو       | ألعاب القوى | رمي القرص – F64 سيدات          | 1 أيلول |
| برونزية   | آنخل دي خيسوس كاماتشو | السباحة     | 150 متر فردي متنوع – SM4 رجال  | 1 أيلول |
| برونزية   | أماليا بيريز          | رفع الأثقال | وزن – 61 كغ – سيدات            | 6 أيلول |
| برونزية   | خيسوس ألبرتو غوتييريز | السباحة     | 400 متر سباحة حرة – S6 رجال    | 6 أيلول |
| برونزية   | خوسيه دي خيسوس كاستيو | رفع الأثقال | وزن –107 كغ – رجال             | 8 أيلول |

### الميداليات حسب التاريخ
| الميداليات حسب التاريخ | الميداليات حسب التاريخ | الميداليات حسب التاريخ | الميداليات حسب التاريخ | الميداليات حسب التاريخ | الميداليات حسب التاريخ |
| ---------------------- | ---------------------- | ---------------------- | ---------------------- | ---------------------- | ---------------------- |
| يوم                    | تاريخ                  |                        |                        |                        | المجموع                |
| 1                      | 29 Aug                 | 0                      | 1                      | 0                      | 1                      |
| 2                      | 30 Aug                 | 0                      | 0                      | 3                      | 3                      |
| 3                      | 31 Aug                 | 0                      | 2                      | 0                      | 2                      |
| 4                      | 1 Sep                  | 0                      | 0                      | 2                      | 2                      |
| 5                      | 2 Sep                  | 1                      | 0                      | 0                      | 1                      |
| 6                      | 3 Sep                  | 0                      | 0                      | 0                      | 0                      |
| 7                      | 4 Sep                  | 2                      | 0                      | 0                      | 2                      |
| 8                      | 5 Sep                  | 0                      | 1                      | 0                      | 1                      |
| 9                      | 6 Sep                  | 0                      | 1                      | 2                      | 3                      |
| 10                     | 7 Sep                  | 0                      | 1                      | 0                      | 1                      |
| 11                     | 8 Sep                  | 0                      | 0                      | 1                      | 1                      |
| المجموع                | المجموع                | 3                      | 6                      | 8                      | 17                     |

### الميداليات حسب الرياضة
| الميداليات حسب الرياضة | الميداليات حسب الرياضة | الميداليات حسب الرياضة | الميداليات حسب الرياضة | الميداليات حسب الرياضة | الميداليات حسب الرياضة |
| ---------------------- | ---------------------- | ---------------------- | ---------------------- | ---------------------- | ---------------------- |
|                        | رياضة                  |                        |                        |                        | المجموع                |
| 1                      | Athletics              | 2                      | 2                      | 2                      | 6                      |
| 2                      | Swimming               | 1                      | 3                      | 3                      | 7                      |
| 3                      | Taekwondo              | 0                      | 1                      | 1                      | 2                      |
| 4                      | Powerlifting           | 0                      | 0                      | 2                      | 2                      |
| المجموع                | المجموع                | 3                      | 6                      | 8                      | 17                     |

## المنافسون
وفيما يلي قائمة بأعداد المتنافسين في الألعاب.
| رياضة         | الرجال | نحيف | المجموع |
| ------------- | ------ | ---- | ------- |
| الرماية       | 2      | 0    | 2       |
| ألعاب القوى   | 10     | 15   | 25      |
| بوكيا         | 1      | 0    | 1       |
| ركوب الدراجات | 0      | 1    | 1       |
| الفروسية      | 1      | 0    | 1       |
| رفع الأثقال   | 1      | 2    | 3       |
| تجديف         | 1      | 1    | 2       |
| سباحة         | 12     | 11   | 23      |
| كرة الطاولة   | 0      | 2    | 2       |
| التايكوندو    | 2      | 3    | 5       |
| الترياتلون    | 0      | 2    | 2       |
| المجموع       | 30     | 37   | 67      |

## الرماية
تأهلت المكسيك للمشاركة في فئة الرجال لكل من منافسات القوس المنحني والقوس المركب، وذلك استنادًا إلى نتائجها في بطولة العالم لرماية البارالمبية 2023 التي أُقيمت في بلزن، جمهورية التشيك، وكذلك في ألعاب البارالمبية الأمريكية 2023 التي جرت في سانتياغو، تشيلي.
| رياضي                      | حدث                         | جولة التصنيف | جولة التصنيف | دور الـ32                                         | دور الـ16                      | ربع النهائي    |
| رياضي                      | حدث                         | نتيجة        | بذرة         | المعارضة نتيجة                                    | المعارضة نتيجة                 | المعارضة نتيجة |
| -------------------------- | --------------------------- | ------------ | ------------ | ------------------------------------------------- | ------------------------------ | -------------- |
| فيكتور ساردينا فيفيروس     | المركب الفردي للرجال        | 688          | 14           | ستوتزمان ( الولايات المتحدة الأمريكية ) ل 136-142 | =17                            |                |
| صموئيل إيفرين مولينا نونيز | القوس المنحني الفردي للرجال | 641          | 7            | حسين ( حظر ) فوز 7-1                              | كينتون سميث ( أستراليا ) ل 4-6 | =9             |

## ألعاب القوى
حجز رياضيو ألعاب القوى المكسيكيون مقاعدهم في عدد من الفعاليات استنادًا إلى نتائجهم في بطولة العالم لعام 2023 أو بطولة العالم لعام 2024، أو من خلال نظام تخصيص الأداء العالي، وذلك شريطة تحقيقهم لمعيار الدخول الأدنى.
| رياضي                 | حدث              | الجولة الأولى | الجولة الأولى | أخير     | أخير  |
| رياضي                 | حدث              | نتيجة         | رتبة          | نتيجة    | رتبة  |
| --------------------- | ---------------- | ------------- | ------------- | -------- | ----- |
| خوان بابلو سرفانتس    | 100 متر رجال T54 | 13.84 إس بي   | 2 س           | 13.74 أر | الأول |
| خوان بابلو سرفانتس    | 400 متر رجال T54 | 47.30 س ب     | 5 سؤال        | 48.45    | 8     |
| خوسيه رودولفو تشيساني | 400 متر رجال T38 | 51.41         | 6             |          |       |
| سلفادور هيرنانديز     | 100 متر رجال T52 | 17.45 س ب     | 3 س           | 17.55    | 5     |
| سلفادور هيرنانديز     | 400 متر رجال T52 | 1:05.71       | 3 س           | 1:04.32  | 7     |
| إدغار نافارو          | 100 متر رجال T51 | 21.97         | 5             |          |       |
| إدغار نافارو          | 200 متر رجال T51 | 42.92 إس بي   | 6             |          |       |
| ليوناردو بيريز        | 100 متر رجال T52 | 17.57 س ب     | 3 س           | 17.67    | 6     |
| ليوناردو بيريز        | 400 متر رجال T52 | 1:03.14       | 3 س           | 1:03.43  | 4     |

| رياضي             | حدث                  | أخير        | أخير   |
| رياضي             | حدث                  | نتيجة       | رتبة   |
| ----------------- | -------------------- | ----------- | ------ |
| إدغار فوينتس      | رمي الرمح للرجال F54 | 30.53 س ب   | الثاني |
| إليعازر غابرييل   | رمي الرمح للرجال F46 | 61.65       | 4      |
| لويس كارلوس لوبيز | دفع الجلة للرجال F37 | 14.31       | 5      |
| لويس كارلوس لوبيز | رمي القرص للرجال F37 | 50.31 بي بي | 6      |
| ماريو راموس       | رمي نادي الرجال F51  | 31.76       | 5      |
| خوسيه رومان رويز  | دفع الجلة للرجال F36 | 15.23       | 5      |

سباقات المضمار للسيدات
| رياضي                                        | حدث                | الجولة الأولى | الجولة الأولى | نصف النهائي |  |
| رياضي                                        | حدث                | نتيجة         | رتبة          | نتيجة       |  |
| -------------------------------------------- | ------------------ | ------------- | ------------- | ----------- |  |
| مونيكا رودريغيز المرشد: بابلو جاسيل رودريغيز | 1500 متر سيدات T11 | 5:00.23 س ب   | 3             | 8           |  |
| دانييلا فيلاسكو الدليل: سيزار دانيال بلمان   | 400 متر سيدات T12  | 1:04.88       | 3             | 11          |  |
| دانييلا فيلاسكو الدليل: سيزار دانيال بلمان   | 1500 متر سيدات T13 |               |               |             |  |

مجال السيدات
| رياضي                      | حدث                   | مؤهل        | مؤهل   | أخير        | أخير |
| رياضي                      | حدث                   | نتيجة       | رتبة   | نتيجة       | رتبة |
| -------------------------- | --------------------- | ----------- | ------ | ----------- | ---- |
| روزا كارولينا كاسترو       | رمي القرص للسيدات F38 | 34.50       | 5      |             |      |
| فلوراليا استرادا           | رمي القرص للسيدات F57 | 29.82       | 7      |             |      |
| جيلدا كوتا                 | دفع الجلة للسيدات F33 | 7.89        | الثاني |             |      |
| روزا ماريا غيريرو          | رمي القرص للسيدات F55 | 25.81       | الثالث |             |      |
| يسيكا دي لا لوز خيمينيز    | رمي الرمح للسيدات F56 | 16.25       | 10     |             |      |
| كينيا نايلي لوزانو         | رمي الرمح للسيدات F46 | 35.73 إس بي | 10     |             |      |
| أوزوريس ماتشادو            | رمي القرص للسيدات F64 | 40.01       | الثالث |             |      |
| بوليث ميخيا هيرنانديز      | دفع الجلة للسيدات F40 | 8.06        | 6      |             |      |
| ماريا غوادالوبي نافارو     | رمي القرص للسيدات F55 | 21.66       | 7      |             |      |
| ماريا غوادالوبي نافارو     | رمي الرمح للسيدات F56 | 17.10       | 1 سؤال | 17.36 بي بي | 8    |
| ليتيسيا أوتشوا ديلجادو     | رمي القرص للسيدات F53 | 10.92 إس بي | 6      |             |      |
| ماريا دي لوس أنجليس أورتيز | دفع الجلة للسيدات F57 | 10.33       | 4      |             |      |
| ماريا إستيلا سالاس         | رمي القرص للسيدات F53 | 10.02       | 8      |             |      |
| غلوريا زارزا               | دفع الجلة للسيدات F54 | 8.06        | الأول  |             |      |

## بوكيا
شاركت المكسيك برياضي واحد للمنافسة في بطولة BC1. تأهل إدواردو سانشيز رييس للألعاب بعد ترشيحه كواحد من أعلى شخصين تصنيفًا، لم يتأهلا بعد، وذلك وفقًا للتصنيف العالمي النهائي لأولمبياد باريس 2024.
| إدواردو سانشيز رييس | فردي رجال BC1 | جونغ إس جيه ( كور ) ل 3–3* | هوادبراديت ( ثا ) ل 3-4 | 3 | 9 |

## ركوب الدراجات
| رياضي                 | حدث                        | وقت      | رتبة |
| --------------------- | -------------------------- | -------- | ---- |
| دولسي غونزاليس غيريرو | سباق ضد الزمن للسيدات T1-2 | 29:59.75 | 6    |
| دولسي غونزاليس غيريرو | سباق الطريق للسيدات T1-2   | 1:12:12  | 6    |

## الفروسية
تم منح المكسيك مكانًا واحدًا من قبل الاتحاد الدولي للفروسية.
| رياضي                   | حصان                | حدث                                        | المجموع | المجموع |
| رياضي                   | حصان                | حدث                                        | نتيجة   | رتبة    |
| ----------------------- | ------------------- | ------------------------------------------ | ------- | ------- |
| إغناسيو تريفينيو فويرتي | كوكول إل إس لا سيلا | اختبار البطولة الفردية الدرجة الثالثة      | 61.267  | 13      |
| إغناسيو تريفينيو فويرتي | كوكول إل إس لا سيلا | اختبار فردي للأسلوب الحر من الدرجة الثالثة |         |         |

## رفع الأثقال
أرسلت المكسيك ثلاثة رياضيين في رفع الأثقال حيث أنهم من بين أفضل ثمانية رافعي أثقال في فئة وزن الجسم الخاصة بهم.
| رياضي                  | حدث            | إجمالي المرفوعة | رتبة   |
| ---------------------- | -------------- | --------------- | ------ |
| بيرلا بارسيناس         | سيدات + 86 كجم | 130             | 7      |
| خوسيه دي خيسوس كاستيلو | رجال -107 كجم  | 222             | الثالث |
| أماليا بيريز           | سيدات – 61 كجم | 130             | الثالث |

## تجديف
تأهلت المكسيك بقارب واحد في فئات القوارب المزدوجة المختلطة، بعد فوزها بسباق التصفيات القارية الأمريكية لعام 2023 في ريو دي جانيرو بالبرازيل.
| رياضي                                                  | حدث                                 | تسخينات | تسخينات | إعادة المباراة | إعادة المباراة | أخير    | أخير |
| رياضي                                                  | حدث                                 | وقت     | رتبة    | وقت            | رتبة           | وقت     | رتبة |
| ------------------------------------------------------ | ----------------------------------- | ------- | ------- | -------------- | -------------- | ------- | ---- |
| أنجيليس بريتاني جوتيريز فييرا ميغيل أنخيل نييتو كاربيو | قوارب التجديف المزدوجة المختلطة PR3 | 8:19.70 | 4 ر     | 8:10.54        | 4 فيس بوك      | 8:28.23 | 9    |

## سباحة
حصلت المكسيك على خمسة حصص في بطولة العالم للسباحة البارالمبية 2023 بعد حصولها على المركزين الأول والثاني في منافسات فئة البارالمبية.
| الرياضي                | الحدث                        | التصفيات | الترتيب  | النهائي  | الترتيب             |
| ---------------------- | ---------------------------- | -------- | -------- | -------- | ------------------- |
| آنخيل دي خيسوس كاماتشو | 50 متر حرة - فئة S4          | 38.36    | 5 تأهل   | 38.42    | 5                   |
|                        | 100 متر حرة - فئة S4         | 1:23.58  | 3 تأهل   | 1:22.32  | رقم قياسي أمريكي    |
|                        | 200 متر حرة - فئة S4         | 2:59.17  | 2 تأهل   | 2:55.20  | رقم قياسي أمريكي، 4 |
|                        | 50 متر ظهر - فئة S4          | 43.08    | 3 تأهل   | 42.70    | —                   |
|                        | 150 متر متنوع فردي - فئة SM4 | 2:40.40  | 3 تأهل   | 2:37.29  | رقم قياسي أمريكي    |
| أرنولفو كاستورينا      | 50 متر صدر - فئة SB2         | 57.82    | 1 تأهل   | 59.41    | —                   |
|                        | 150 متر متنوع فردي - فئة SM3 | 3:17.62  | 6 تأهل   | 3:15.47  | 5                   |
| خيسوس ألبرتو غوتيرّيز   | 200 متر متنوع فردي - فئة SM6 | 2:48.10  | 5 تأهل   | 2:45.21  | =5                  |
|                        | 50 متر فراشة - فئة S6        | 34.22    | 7 تأهل   | 35.99    | 8                   |
|                        | 100 متر حرة - فئة S6         | 1:15.68  | 12       | لم يتأهل |                     |
|                        | 400 متر حرة - فئة S6         | 5:14.34  | 3 تأهل   | 5:07.00  | —                   |
|                        | 100 متر ظهر - فئة S6         | 1:25.47  | 10       | لم يتأهل |                     |
| خوان خوسيه غوتيرّيز     | 400 متر حرة - فئة S6         | 5:31.98  | 9        | لم يتأهل |                     |
|                        | 50 متر فراشة - فئة S6        | 35.36    | 10       | لم يتأهل |                     |
|                        | 100 متر صدر - فئة SB6        | 1:28.49  | 10       | لم يتأهل |                     |
|                        | 200 متر متنوع فردي - فئة SM6 | غير مؤهل | لم يتأهل |          |                     |
| راؤول غوتيرّيز          | 400 متر حرة - فئة S6         | 5:22.81  | 6 تأهل   | 5:22.41  | 6                   |
|                        | 200 متر متنوع فردي - فئة SM6 | 2:50.66  | 8 تأهل   | 2:52.83  | 8                   |
| خيسوس هيرنانديز        | 50 متر ظهر - فئة S4          | 46.38    | 7 تأهل   | 47.10    | 8                   |
| دييغو لوبيز            | 50 متر حرة - فئة S3          | 47.61    | 4 تأهل   | 46.59    | 6                   |
|                        | 200 متر حرة - فئة S3         | 3:34.96  | 4 تأهل   | 3:33.45  | 4                   |
|                        | 50 متر ظهر - فئة S3          | 50.64    | 4 تأهل   | 52.77    | 5                   |
|                        | 150 متر متنوع فردي - فئة SM3 | 3:32.29  | 10       | لم يتأهل |                     |
| خيسوس لوبيز            | 50 متر ظهر - فئة S2          | 1:10.51  | 8 تأهل   | 1:08.56  | 8                   |
|                        | 100 متر ظهر - فئة S2         | 2:22.50  | 8 تأهل   | 2:25.64  | 8                   |
|                        | 200 متر حرة - فئة S2         | 5:02.82  | 10       | لم يتأهل |                     |
| بيدرو رانخيل           | 100 متر صدر - فئة SB5        | 1:41.00  | 9        | لم يتأهل |                     |
| غوستافو سانشيز         | 100 متر حرة - فئة S4         | 1:31.13  | 11       | لم يتأهل |                     |
|                        | 200 متر حرة - فئة S4         | 3:12.34  | 9        | لم يتأهل |                     |
|                        | 50 متر صدر - فئة SB3         | —        | —        | 1:00.28  | 7                   |
|                        | 150 متر متنوع فردي - فئة SM4 | 2:45.82  | 5 تأهل   | غير مؤهل |                     |
| كريستوفر ترونكو        | 200 متر حرة - فئة S2         | 5:00.24  | 9        | لم يتأهل |                     |
|                        | 50 متر ظهر - فئة S2          | 1:03.00  | 5 تأهل   | 1:04.15  | 5                   |
|                        | 100 متر ظهر - فئة S2         | 2:18.75  | 6 تأهل   | 2:14.87  | 5                   |
|                        | 50 متر صدر - فئة SB2         | 1:07.33  | 5 تأهل   | 1:05.26  | 4                   |
| ماركوس زاراتي          | 150 متر متنوع فردي - فئة SM3 | 3:20.28  | 7 تأهل   | 3:19.31  | 7                   |
|                        | 50 متر صدر - فئة SB2         | 1:09.97  | 6 تأهل   | 1:10.73  | 6                   |
|                        | 50 متر ظهر - فئة S3          | 59.02    | 9        | لم يتأهل |                     |
|                        | 50 متر حرة - فئة S3          | 51.33    | 8 تأهل   | 52.36    | 8                   |
|                        | 200 متر حرة - فئة S3         | 4:03.16  | 10       | لم يتأهل |                     |

| الرياضية           | الحدث                         | التصفيات – الزمن         | التصفيات – الترتيب | النهائي – الزمن | النهائي – الترتيب |
| ------------------ | ----------------------------- | ------------------------ | ------------------ | --------------- | ----------------- |
| هايدي أسيفيس       | 50 متر ظهر - فئة S2           | 1:08.75 رقم قياسي أمريكي | 2 تأهل             | 1:08.96         | —                 |
|                    | 100 متر ظهر - فئة S2          | 2:22.03                  | 2 تأهل             | 2:21.79         | —                 |
|                    | 100 متر حرة - فئة S3          | 2:31.37 رقم قياسي أمريكي | 11                 | لم تتأهل        | —                 |
| ماتيلدي ألكازار    | 50 متر حرة - فئة S11          | 34.62                    | 14                 | لم تتأهل        | —                 |
|                    | 100 متر حرة - فئة S11         | 1:14.52                  | 13                 | لم تتأهل        | —                 |
|                    | 100 متر ظهر - فئة S11         | 1:28.58                  | 12                 | لم تتأهل        | —                 |
|                    | 400 متر حرة - فئة S11         | 5:40.23                  | 7 تأهل             | 5:34.54         | 7                 |
|                    | 200 متر متنوع فردي - فئة SM11 | 3:06.93                  | 8 تأهل             | 3:05.45         | 8                 |
| ناتاليا غونزاليس   | 100 متر صدر - فئة SB7         | غير مؤهلة                | —                  | لم تتأهل        | —                 |
| أمايراني هيرنانديز | 200 متر حرة - فئة S5          | 4:07.22                  | 20                 | لم تتأهل        | —                 |
|                    | 50 متر ظهر - فئة S5           | 50.58                    | 13                 | لم تتأهل        | —                 |
| نيلي ميراندا       | 50 متر حرة - فئة S4           | 43.59                    | 8 تأهل             | 42.07           | 5                 |
|                    | 50 متر ظهر - فئة S4           | —                        | —                  | 55.73           | 6                 |
|                    | 50 متر صدر - فئة SB3          | 1:04.55                  | 6 تأهل             | 1:04.43         |                   |

| رياضي                                                       | حدث                                       | تسخينات | تسخينات |
| رياضي                                                       | حدث                                       | وقت     | رتبة    |
| ----------------------------------------------------------- | ----------------------------------------- | ------- | ------- |
| نعومي سوميليرا راؤول غوتيريز نيلي ميراندا دييغو لوبيز دياز  | سباق التتابع الحر 4 × 50 متر - 20 نقطة    | 2:40.49 | 7 س     |
| باولا روفالكابا كريستوفر ترونكو باتريشيا فالي راؤول غوتيريز | سباق التتابع المتنوع 4 × 50 متر - 20 نقطة |         |         |

## كرة الطاولة
حصلت المكسيك على مقعدين فرديين في دورة الألعاب البارالمبية. تأهلت كلوديا بيريز إلى باريس 2024 بفضل نتائجها في الميدالية الذهبية، في فئة السيدات 7، من خلال دورة الألعاب البارالمبية الأمريكية 2023 في سانتياغو ، تشيلي؛  في حين تأهلت مارثا فيردين للألعاب من خلال تخصيصات التصنيف العالمي النهائي للاتحاد الدولي لتنس الطاولة.
| رياضي        | حدث           | دور الـ16                                         | ربع النهائي    |
| رياضي        | حدث           | المعارضة نتيجة                                    | المعارضة نتيجة |
| ------------ | ------------- | ------------------------------------------------- | -------------- |
| مارثا فيردين | فردي سيدات C4 | باتيل ( الهند ) ل (3-11، 6-11، 7-11)              | =9             |
| كلوديا بيريز | فردي سيدات C7 | كوركوت ( تور ) ل (6-11، 13-11، 10-12، 11-9، 7-11) | =5             |

## التايكوندو
شاركت المكسيك بخمسة رياضيين للمنافسة في دورة الألعاب البارالمبية. تأهل جميعهم إلى باريس ٢٠٢٤، بعد أن احتلوا المراكز الستة الأولى في تصنيفات الألعاب البارالمبية في فئاتهم.
| رياضي                   | حدث     | دور الـ32                    | دور الـ16                    | ربع النهائي                     | الدور نصف النهائي          | إعادة المباراة |
| رياضي                   | حدث     | المعارضة نتيجة               | المعارضة نتيجة               | المعارضة نتيجة                  | المعارضة نتيجة             | المعارضة نتيجة |
| ----------------------- | ------- | ---------------------------- | ---------------------------- | ------------------------------- | -------------------------- | -------------- |
| خوان دييغو غارسيا لوبيز | -70 كجم | لوي ( PNG ) فوز 19-0         | عليكولوف ( أوزبكستان ) ل 4-5 | سواريز ( شبل ) دبليو 17-10      | كودو ( اليابانية ) فوز 5-3 | الثالث         |
| لويس ماريو ناجيرا       | -80 كجم | أبوزرلي ( أذربيجان ) فوز 6-3 | جو ( كور ) W 10-8            | توشتيمروف ( أوزبكستان ) ل 17-38 | الثاني                     |                |

| رياضي                | حدث     | دور الـ32                   | دور الـ16                           | ربع النهائي                    | الدور نصف النهائي |
| رياضي                | حدث     | المعارضة نتيجة              | المعارضة نتيجة                      | المعارضة نتيجة                 | المعارضة نتيجة    |
| -------------------- | ------- | --------------------------- | ----------------------------------- | ------------------------------ | ----------------- |
| كلوديا روميرو        | -47 كجم | لاريف ( مارس ) ل            |                                     |                                |                   |
| جيسيكا غارسيا كيخانو | -52 كجم | كراسافتسيفا ( كاز ) W 10-8  | أولاامبايار ( إم جي إل ) ل 5-13     | تشافدار ( تور ) ل 3-6          | =5                |
| فرناندا فارغاس       | +65 كجم | راشيتش ( إس آر بي ) فوز 4-1 | تروسديل ( المملكة المتحدة ) ل 13-26 | باباستاماتوبولو ( GRE ) ل 9-36 | =5                |

## الترياتلون
تأهلت المكسيك لاثنين من الرياضيات للمنافسة في مسابقة الألعاب البارالمبية.
| رياضي           | حدث                               | السباحة | ترانس 1 | دراجة | ترانس 2 | يجري  | إجمالي الوقت | رتبة |
| --------------- | --------------------------------- | ------- | ------- | ----- | ------- | ----- | ------------ | ---- |
| بريندا أوسنايا  | بطولة العالم لألعاب القوى للسيدات |         |         |       |         |       |              |      |
| كينيا فيلالوبوس | PTS4 للسيدات                      | 13:59   | 1:15    | 40:55 | 0:44    | 26:00 | 1:22:53      | 11   |